# 南美槐
香脂豆是豆科香脂豆属的模式种，间断分布于墨西哥南部至阿根廷北部、巴西南部的拉美地区。
种加词的意思是“产秘鲁香的”，得名于旧时人们对本种的误解。其实秘鲁香是同属的另一种植物秘鲁香树（學名：Myroxylon balsamum var. pereirae）的树脂提取物。